# Zupfinstrumentenmacher

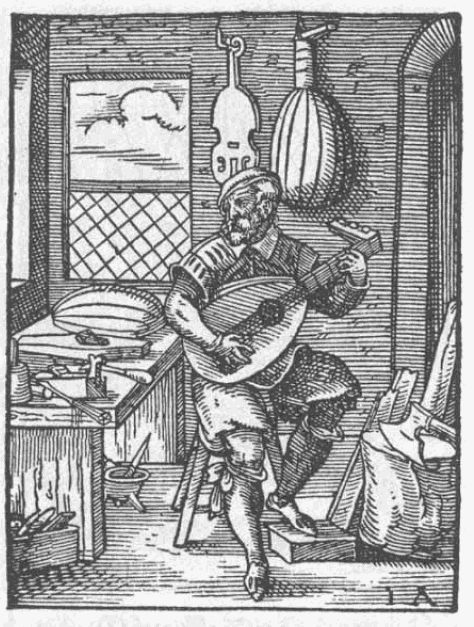
Lautenmacher, 16. Jahrhundert

Zupfinstrumentenmacher ist in Deutschland ein staatlich anerkannter Ausbildungsberuf in einer der beiden Fachrichtungen Gitarrenbau oder Harfenbau mit dreijähriger Ausbildungsdauer. Die Berufsbezeichnung umfasst als Teildisziplinen die Herstellung von Zupfinstrumenten.
| - Cister - Balalaika - Bassgitarre - Baritongitarre - Bouzouki - E-Gitarren - Hackbrett | - Harfe - Laute - Konzertgitarre - Mandola - Mandoline - Orpheoreon | - Pandora - Theorbe - Torban - Ukulele - Vihuela - Westerngitarre - Zither |

In der Praxis spezialisiert sich der Zupfinstrumentenmacher meist und es entstehen Fachwerkstätten für Gitarrenbauer (oftmals weiter unterteilt), für Mandolinen-/Mandolenbau, Zither- und Hackbrettbau sowie für den Harfenbau.
Der Beruf ist verwandt mit dem des Geigenbauers und kann in Deutschland an der Berufs- und Berufsfachschule „Vogtländischer Musikinstrumentenbau“ Klingenthal und an der Staatlichen Berufsfach- und Fachschule für Geigenbau und Zupfinstrumentenmacher in Mittenwald erlernt werden. Weiterhin bietet die Westsächsische Hochschule Zwickau – Außenstelle Markneukirchen den Studiengang Musikinstrumentenbau mit einer Spezialisierung auf Zupfinstrumente an.
Seit der Handwerksrechtsnovelle 2004 gehört der Zupfinstrumentenbau zu den zulassungsfreien Handwerken, die keinen Befähigungsnachweis erfordern. Zur Ausbildung berechtigt seither die „Zuerkennung der fachlichen Eignung zum Ausbilden“ durch die zuständige Handwerkskammer auf Antrag.
Zu den bekanntesten Fachautoren des Zupfinstrumentenbaus, insbesondere zum Bau von Lauten, Gitarren und Cistern, gehört Franz Jahnel durch sein 1963 erschienenes, auch in englischer Übersetzung verbreitetes Standardwerk Die Gitarre und ihr Bau. Der 1945 von Böhmen in die Gegend von Bubenreuth emigrierte Fachlehrer für Instrumentenbau im Musikwinkel und Schulrat im Landkreis Eger wurde am 7. April 1892 im nordböhmischen Görkau geboren und starb am 29. März 1992 in München.

## Experimentelle Zupfinstrumentenmacher
- Glenn Branca
- Ivor Darreg
- Yuri Landman
- Harry Partch
- Hans Reichel